# Octavi Tarrés i Garcia
Octavi Tarrés i Garcia (Barcelona, 12 d'agost de 1977) és un jugador d'hoquei patins català, que actualment juga al FC Barcelona. Ha estat internacional per la selecció catalana en 45 ocasions i integrant de l'equip subcampió de la Copa Àmèrica l'any 2007. La temporada 2015/16, la darrera com a jugador professional, va aconseguir l'ascens matemàtic a l'OK Lliga defensant la porteria del FC Barcelona B, tot i que no va pujar de categoria perquè es tractava d'un equip filial.

## Palmarès

### FC Barcelona
- 4 Copes d'Europa (2006/07, 2007/08, 2009/10) 1 Champions (2022)
- 2 Copes Intercontinentals (2006, 2008)
- 4 Copes Continentals (2004/05, 2005/06, 2006/07, 2007/08)
- 1 Copa de la CERS (2005/06)
- 2 Supercopes espanyoles (2004/05, 2006/07)
- 7 OK Lligues / Lligues espanyoles (2005/06, 2006/07, 2007/08, 2008/09, 2009/10, 2013/2014) 1 Lega Italiana (2022)
- 2 Copa del Rei / Copa espanyola (2007) / Copa Italia (2022)
- 3 OK PLATA (Lleida Llista, CP Macarena i Barça B 2016)
- 1 Copa Princesa (2018) Video de la Copa, la Final
- 2 Copes Generalitat (2011, 2012)
- 1 Super Copa Catalana
- 1 Premi ARC 2007
- 1 All Star 08/09
- 3 Campionat de Catalunya Juvenil (92/93, 93/94, 96/07)
- 3 Campionat d'Espanya Júnior (92/93, 93/94, 96/97)

### Selecció catalana
- Unes 45 convocatòries
- 1 subcampionat de la Copa Àmèrica (2007)

### Selecció espanyola sub-23
- 1 Copa Llatina (Olhão, 1997)

### Com entrenador de porters Selecció Italiana
- Medalla de Bronze a l'Europeu 2022 amb selecció Italiana Sub 19
- Medalla de Bronze a l'Europeu 2022 amb selecció Italiana Absoluta

### Com entrenador de porters d'equips
- Campió de la Champions 2021-2022, amb el Trisino (IT)
- Campió Lega Italiana 2021-2022, amb el Trisino (IT)
- Campió de la Copa Italiana, amb el Sarzana (IT)